# Cryphia bryophasma
Cryphia bryophasma là một loài bướm đêm trong họ Noctuidae.